# Carpathian Couriers Race
La Carpathian Couriers Race, antigament anomenada Carpathia Couriers Path és una cursa ciclista per etapes polonesa encara que també es disputa per carreteres eslovaques. Creada el 2010, forma part de l'UCI Europa Tour.

## Palmarès
| Any                      | Vencedor            | Segon                | Tercer                   |
| ------------------------ | ------------------- | -------------------- | ------------------------ |
| Carpathia Couriers Path  |                     |                      |                          |
| 2010                     | Adrian Honkisz      | Kamil Zieliński      | Sergey Sakavets          |
| 2011                     | Paweł Bernas        | Paweł Poljański      | Jaroslaw Kowalczyk       |
| Carpathian Couriers Race |                     |                      |                          |
| 2012                     | Maurits Lammertink  | Jakub Novák          | Łukasz Owsian            |
| 2013                     | Stefan Poutsma      | Daan Meijers         | Jeroen Meijers           |
| 2014                     | Gregor Mühlberger   | Eduard-Michael Grosu | Przemyslaw Kasperkiewicz |
| 2015                     | Tim Ariesen         | Álvaro Cuadros       | Dries Van Gestel         |
| 2016                     | Hamish Schreurs     | Michał Paluta        | Max Kanter               |
| 2017                     | Alessandro Pessot   | Kamil Małecki        | Robert Kessler           |
| 2018                     | Filip Maciejuk      | Jens van den Dool    | Sven Burger              |
| 2019                     | Marijn van den Berg | Giovanni Aleotti     | Meindert Weulink         |
| 2020                     | Jordan Habets       | Adam Kus             | Antti-Jussi Juntunen     |
| 2021                     | Filip Maciejuk      | Daan Hoeks           | Fran Miholjević          |
| 2022                     | Fran Miholjević     | Francis Juneau       | Alexander Hajek          |
| 2023                     | Gal Glivar          | Giulio Pellizzari    | Davide De Cassan         |